# La flor del lilo-va
La flor del lilo-va es un cuento oral y leyenda tradicional española sobre el amor filial y la traición. Existen innumerables versiones del cuento, por ser  una historia muy antigua enraizada en la tradición oral, sin embargo hay ciertos elementos distintivos que son comunes a todos ellos, el padre enfermo, los tres hijos, la traición de los hermanos, y la flauta de caña que lleva el mensaje del pequeño hasta su padre.
Entre las primeras versiones registradas en español se encuentra la incluida por Cecilia Böhl de Faber (quien usaba el seudónimo de  Fernán Caballero), en su novela Lágrimas de costumbres contemporáneas publicada en 1853, allí la tituló «La flor de Lililá».

## La leyenda
Un padre se enferma, y el único remedio posible es beber agua de la flor del lilo-va. Por ello sus hijos ven de conseguirla para que su padre sane, sin embargo los dos hijos mayores solo querían el oro de la recompensa que les daría su padre si regresaban con el remedio para su enfermedad, en cambio el hijo más pequeño la buscaba porque quería a su padre y por ello es que finalmente la halló.
Cuando el niño regresaba con la flor del lilo-va los hermanos por envidia y por no conseguir el oro, le golpearon y le quitaron la flor y lo dejaron muy herido (o muerto según algunas versiones) en un cañaveral. El padre se curó, y estaba preocupado por saber que le habría sucedido a su hijo pequeño.
Sin embargo una vez un pastorcito pasó por cerca del cañaveral en donde estaba enterrado el pequeño; y con un trozo de caña, hizo una flauta y al soplar por ella escuchó que el niño herido cantaba:
“Pastorcillo, pastorcillo,
ayúdame por favor,
Mis hermanos me golpearon por la flor del lilo-va.”
Entonces el pastorcito llevó su flauta y la canción por toda la comarca y un día el padre al oírla reconoció la voz del hijo a quien fue a buscar y desterró a sus otros hijos malvados.

## Fuera de España
El cuento ha sido diseminado por toda Europa; en distintas zonas de Italia se hace referencia a una pluma de hu como lo que desencadena la ambición de los hermanos:
"Oh pastor que soplas esta caña,
toca despacio que el corazón me dañas.
Por la pluma de hu me asesinaron,
los traidores fueron mis hermanos." 
Mientras que en Salta, Argentina, la cancioncilla hace referencia a la flor del Ilolay:
"Pastorcillo no me toques
ni me dejes de tocar :
mis hermanos me han muerto
por la flor del Ilolay."